# Транш
Транш (фр. tranche — ломоть, кусок, долька): 
- Выпуск ценных бумаг, серия, доля облигационного займа, выходящего отдельными выпусками;
- Доля займа, кредита, передаваемая заемщику одноразово, в виде одной порции.

Траншем называется часть ценных бумаг данного выпуска, размещаемая в рамках объёма данного выпуска в любую дату в течение периода обращения ценных бумаг данного выпуска, не совпадающую с датой первого размещения.

## Источник
- Райзберг Б. А., Лозовский Л. Ш., Стародубцева Е. Б. Современный экономический словарь. — 5-е издание, переработанное и дополненное. — М.: ИНФРА-М, 2007. — 495 с. — (Библиотека словарей «ИНФРА-М»). — ISBN 978-5-16-003390-7.